# 203
203（二百三、にひゃくさん、ふたひゃくさん）は自然数、また整数において、202の次で204の前の数である。

## 性質
- 203は合成数であり、約数は 1, 7, 29, 203 である。
  - 約数の和は240。
  - 約数の個数が3連続(201,202,203)で同じになる5番目の3連続の中で最大の数である。1つ前は143、次は215。
- 6番目のベル数である。1つ前は52、次は877。
- 65番目の半素数である。1つ前は202、次は205。
- 各位の和が5になる12番目の数である。1つ前は140、次は212。
- 203 = 22 + 32 + 42 + 52 + 62 + 72 + 82
  - 7連続自然数の平方和で表せる2番目の数である。1つ前は140、次は280。
- 203 = 12 + 92 + 112 = 32 + 52 + 132
  - 3つの平方数の和2通りで表せる47番目の数である。1つ前は197、次は204。(オンライン整数列大辞典の数列 A025322)
  - 異なる3つの平方数の和2通りで表せる30番目の数である。1つ前は201、次は210。(オンライン整数列大辞典の数列 A025340)
- 203 = 182 − 121
  - n = 18 のときの n2 − 112 の値とみたとき1つ前は168、次は240。(オンライン整数列大辞典の数列 A132764)

## その他 203 に関連すること
- 年始から数えて203日目は7月22日。
- 西暦203年
- 道路標識203は、右（左）方屈折あり。
- 203高地は、中国北東部の遼東半島南端に位置する都市、大連市の旅順区にある一丘陵。
- ギャラクシー航空203便墜落事故
- 国鉄203系電車
- 第203代ローマ教皇はボニファティウス9世である（在位：1389年11月2日～1404年10月1日）である。
- ROOMMANIA＃203は、2000年にセガから発売されたドリームキャスト用のゲーム。
- 『203号室』は加門七海の小説。